# Частная жизнь (фильм, 2025)
«Частная жизнь» (фр. Vie privée) — предстоящий французский фильм режиссёра Ребекки Злотовски по её же сценарию. Главные роли в фильме исполнили Джоди Фостер, Даниэль Отёй и Виржини Эфира.
Мировая премьера фильма состоится в 2025 году во внеконкурсной секции 78-го Каннского кинофестиваля.

## Сюжет
Лилиан Штайнер, талантливый и успешный психиатр. Когда однажды умирает один из её пациентов, она встревожена. Лилиан убеждена, что это убийство. Тогда она по собственной инициативе начинает расследование.

## В ролях
- Джоди Фостер — Лилиан Штайнер
- Даниэль Отёй — Габриэль Хаддад
- Виржини Эфира — Паула Коэн-Солаль
- Матьё Амальрик — Симон Коэн-Солаль
- Венсан Лакост — Жюльен Хаддад-Парк
- Луана Байрами

## Производство
Ребекка Злотовски написала сценарий к фильму в соавторстве с Анн Берест и Гаэль Маке. Продюсером выступил Фредерик Жув из компании Les Films Velvet.
Актерский состав возглавляют Джоди Фостер, Даниэль Отёй и Виржини Эфира. Основные съёмки проходили в Париже и Нормандии, начавшись 30 сентября 2024 года и завершившись 22 ноября 2024 года.
Джоди Фостер получила главную роль психотерапевта-следователя Лилиан Штайнер. Американская актриса, свободно говорящая по-французски, ранее уже снималась во французском кино. Во время визитов во Францию в прошлом она публично выражала желание снова сняться во французском фильме.
В феврале 2025 года компания Sony Pictures Classics приобрела права на прокат фильма в Северной и Латинской Америке.
В апреле 2025 года стало известно, что премьера фильма состоится во внеконкурсной программе Каннского кинофестиваля 2025 года, запланированного на май 2025 года.